# Koibumi / Good Night
Singles de Every Little Thing
Soraai
(25 février 2004) Kimi no Te
(26 octobre 2005)
Koibumi / Good Night (恋文/ good night, Traduction: "Lettre d'Amour / Bonne nuit") est le 27e single du groupe japonais Every Little Thing.

## Détails
Le single sort le 15 décembre 2004 au Japon sur le label Avex Trax, dix mois après le précédent single du groupe, Soraai. Il atteint la 1re place du classement des ventes hebdomadaires de l'Oricon, et reste classé pendant 19 semaines, se vendant à 156 512 exemplaires durant cette période.
C'est un single "double face A" contenant deux chansons principales et leurs versions instrumentales. La première, Koibumi, est utilisée comme générique du film Tengoku Kara no Love Letter, tandis que la deuxième, Good Night, est utilisée comme thème musical du jeu vidéo Tales of Rebirth. 
Elles figureront toutes deux sur le septième album original du groupe, Crispy Park qui sortira un an et demi plus tard, puis sur sa compilation de ballades 14 Message: Every Ballad Songs 2 de 2007, ainsi que sur sa compilation de singles Every Best Single - Complete de 2009.

## Liste des titres
Toutes les paroles sont écrites par Kaori Mochida, toute la musique est composée par Hikari.
| CD    | CD                                         | CD    | CD | CD | CD | CD | CD | CD | CD |
| No    | Titre                                      | Durée |    |    |    |    |    |    |    |
| ----- | ------------------------------------------ | ----- | -- | -- | -- | -- | -- | -- | -- |
| 1.    | Koibumi (恋文)                             | 5:02  |    |    |    |    |    |    |    |
| 2.    | Good Night (good night)                    | 5:00  |    |    |    |    |    |    |    |
| 3.    | Koibumi (Instrumental) (恋文...)           | 5:02  |    |    |    |    |    |    |    |
| 4.    | Good Night (Instrumental) (good night ...) | 5:00  |    |    |    |    |    |    |    |
| 10:04 |                                            |       |    |    |    |    |    |    |    |